# Milder Kamm-Täubling
Der Milde Kamm-Täubling (Russula insignis, Syn.: Russula livescens) ist ein Pilz aus der Familie der Täublingsverwandten (Russulaceae). Er ist ein kleiner Vertreter der Kamm-Täublinge (Pectinatae), der durch seinen mildem Geschmack, den fehlenden unangenehmen Geruch und den weißen, an der Basis gelblichen Stiel gekennzeichnet ist.

## Merkmale

### Makroskopische Merkmale
Der Milde Kamm-Täubling bildet kleine bis mittelgroße Fruchtkörper. Der Hut wird zwischen vier und sechs Zentimeter breit. Er ist dunkel graubraun gefärbt und besitzt eine dunklere Mitte, die manchmal schwärzlich getönt sein kann. Die Oberfläche ist kaum glänzend und etwas rostfleckig. Der Hutrand ist stark gerieft oder gar aufgerissen. Die Lamellen sind hell und besitzen keinen Grauton, dafür aber ockerige Bestandteile. Sie neigen zum Braunwerden. Die Lamellen sind dünn und stehen entfernt.
Der Stiel ist kurz, hart und an der Basis ockergelb. Das Fleisch ist mild und ohne scharfe oder bittere Note. Der Geruch ist obstartig, nach Äpfeln oder Stachelbeeren. Das Sporenpulver ist blass creme gefärbt.

### Mikroskopische Merkmale
Die Sporen sind rundlich und messen acht bis neun Mikrometer im Durchmesser. Die Oberfläche ist stark warzig und unvollständig genetzt.

## Artabgrenzung
Einen ebenfalls milden Geschmack besitzt der Kratzende Kamm-Täubling (R. recondita), der aber dennoch sehr unangenehm schmeckt; er riecht fisch- bis gummiartig.

## Ökologie
Der Milde Kamm-Täubling kommt in Rotbuchen- und Eichen-Hainbuchenwälder vor. Außerdem ist er in Parks, Gärten, auf Friedhöfen und ähnlichen Biotopen zu finden. Der Pilz bevorzugt frische bis etwas feuchte und leicht humose Böden mit genügender bis guter Versorgung mit Basen, Kalk und Nährstoffen. Meist sind dies sandig-lehmige Braunerden, die sich auf leicht saurem oder alkalischen Ausgangsgestein ausgebildet haben.
Der Milde Kamm-Täubling ist ein Mykorrhiza-Pilz, der mit Laubbäumen, vor allem Eichen, in Verbindung steht. Die Fruchtkörper werden von Ende Juni bis Anfang November gebildet.

## Verbreitung

Europäische Länder mit Fundnachweisen des Milden Kamm-Täublings.
Legende:
Länder mit Fundmeldungen
Länder ohne Nachweise
keine Daten
außereuropäische Länder

Der Milde Kamm-Täubling ist in Europa und Nordafrika (Algerien, Marokko) anzutreffen. In Europa reicht die Verbreitung von Frankreich und den Niederlanden im Westen bis nach Polen ostwärts sowie von Spanien und Rumänien im Süden bis Fennoskandinavien im Norden.

## Bedeutung
Der Milde Kamm-Täubling ist essbar.